# Wereldkampioenschappen synchroonzwemmen 2025 – Gemengd duet technische routine
De technische routine voor duetten tijdens de wereldkampioenschappen synchroonzwemmen 2025 vond plaats op 23 juli 2025 in de World Aquatics Championships Arena in Singapore.

## Uitslag
| Rang   | Namen                                         | Land                | Punten   |
| ------ | --------------------------------------------- | ------------------- | -------- |
| Goud   | Aleksandr Maltsev Mayya Gurbanberdieva        | Neutrale vlag       | 233,2100 |
| Zilver | Dennis González Mireia Hernández              | Spanje              | 230,4634 |
| Brons  | Filippo Pelati Lucrezia Ruggiero              | Italië              | 228,0275 |
| 4      | Ranjuo Tomblin Isabelle Thorpe                | Verenigd Koninkrijk | 226,0899 |
| 5      | Diego Villalobos Joana Jiménez                | Mexico              | 218,8959 |
| 6      | Guo Muye Guo Sitong                           | China               | 216,5234 |
| 7      | Eduard Kim Nargiza Bolatova                   | Kazachstan          | 199,8050 |
| 8      | Nicolás Campos Theodora Garrido               | Chili               | 199,7834 |
| 9      | Yogev Dagan Aya Mazor                         | Israël              | 186,7492 |
| 10     | Kantinan Adisaisiributr Pongpimporn Pongsuwan | Thailand            | 185,4400 |
| 11     | Bernardo Santos Gabriela Regly                | Brazilië            | 182,1041 |
| 12     | Gustavo Sánchez Emily Minante                 | Colombia            | 170,9792 |
| 13     | José Borges Talía Joa                         | Cuba                | 120,8859 |
| 14     | Yaqil Alberto Kyra van den Berg               | Curaçao             | 108,2151 |